# Le Boss (bande dessinée)
Pour les articles homonymes, voir Le Boss.
Le Boss est une série de bande dessinée franco-belge humoristique créée en 1997 par Philippe Bercovici au dessin et Zidrou au scénario dans le no 3098 du journal Spirou. Elle met en scène le personnage du Boss, caricature du rédacteur en chef de Spirou, Thierry Tinlot, apparu au début des années 1990 dans la série Le Gang Mazda.

## Synopsis
La série met en scène une caricature du rédacteur en chef du journal Spirou, Thierry Tinlot impitoyable avec les employés et les auteurs de bande dessinée débutant.

## Historique
Le personnage du Boss apparait pour la première fois dans la série Le Gang Mazda, une bande dessinée mettant en scène trois dessinateurs de Spirou, il s'agit d'une caricature du rédacteur en chef du journal de l'époque, Thierry Tinlot. Le personnage va rapidement être récupéré pour animer le journal en remplacement du personnage de Spirou qui devient de plus en plus rare. Par la suite, il est adapté en bande dessinée par Philippe Bercovici au dessin et Zidrou au scénario (ce dernier est alors responsable des animations de Spirou). La série est créée en 1997 dans le no 3098, dessinée par un certain Thélonius, pseudonyme de Bercovici. Pour éviter tout ennui, les éditions Dupuis vont faire signer à Thierry Tinlot une renonciation des droits sur le personnage. La série va s'arrêter avec le départ de Thierry Tinlot pour Fluide glacial, et la série ne marchant pas en album, elle n'a plus eu de raison de continuer après le départ du personnage principal.

## Univers de fiction

### Personnages
- Le Boss, caricature de Thierry Tinlot, rédacteur en chef de Spirou, est un personnage odieux qui tyrannise ses employés, dont le bureau est pire qu'une porcherie et qui passe ses journées au téléphone. Il a une profonde estime de lui-même, aime aller dans des restaurants coûteux, s'offrir des vacances aux frais de la société et raccompagner à coups de pied les dessinateurs qui se sont vus refuser un projet de série. Son apparence physique rappelle fortement celle de l'élève Ducobu (autre série de Zidrou), selon certaines théories ce serait même l'élève Ducobu à l'âge adulte.
- Marie-kiki est secrétaire de rédaction à Spirou. Elle n'hésite pas à se démener pour satisfaire le Boss et est mère de deux jumelles.
- Scan, maquettiste de Spirou et ancien dessinateur de bande dessinée, est un des piliers du journal malgré ses projets de maquettes souvent refusés.
- Bari, auteur de Lisa Desamours, est un dessinateur à l'âge avancé. Sa série-phare se vend à 350 000 exemplaires (un chiffre d'affaires presque automatiquement rappelé à chaque mention de la série) malgré son style très années 1950 ou sa production interminable à cause des multiples infarctus de Bari.
- Toccard, un dessinateur raté, voit ses propositions constamment refusées par le Boss. Il est sans doute le dessinateur que le Boss éjecte le plus souvent de son bureau à coups de pied.
- Legain et Béneff constituent à eux seuls le comité de direction de chez Dupuis. Après avoir engagé le Boss, ils rêvent désormais de s'en débarrasser pour des raisons tantôt éthique, tantôt commerciales.
- Luigi, patron du Café des Fiers Pansus en face de chez Dupuis, a vu passer chez lui tous les grands de la bande dessinée.
- Alex Libris est un chasseur de dédicace prêt à tout, même au pire.
- Monsieur Albums, alias Thierry Martens, est l'archiviste de Dupuis. Il connait par cœur les publications de sa maison d'édition.
- Monsieur Raoul, alias Raoul Cauvin, est un scénariste prolifique chez Dupuis, et qui s'attire donc souvent les bonnes faveurs de son entourage.
- Monsieur Net est un génie de l'informatique qui est embauché chez Dupuis.
- Fabiola est une femme de ménage qui fait rêver tout le personnel masculin de la rédaction.
- Mademoiselle Rascasse est une ancienne institutrice, désormais correctrice chez Dupuis[4].

### Lisa Desamours
La série de bande dessinée fictive Lisa Desamours est dans l'univers du Boss l'une des productions à succès des éditions Dupuis, bien que son auteur Bari, frappé de problèmes de santé multiples, n'ait pu s'y atteler depuis de nombreuses années. Cette série sentimentale d'aventures suivant les péripéties de son héroïne éponyme à travers le monde compte treize épisodes mythiques :
1. Lisa Desamours
2. Reste avec nous, Lisa !
3. Le dilemme de Lisa
4. Où es-tu, Lisa ?
5. Prends garde à toi, Lisa !
6. Lisa contre attaque
7. Pour l'amour de Lisa
8. Tous avec Lisa !
9. Lisa face à son destin
10. Inch Allah, Lisa!
11. Lisa contre Lisa
12. Aime moi, Lisa !
13. Un cœur pour Lisa

Début 2002, le rédacteur en chef de Spirou Thierry Tinlot et les auteurs du Boss font sortir Lisa Desamours de son espace diégétique à l'occasion d'une animation étalée sur quelques semaines, censée marquer le retour de Lisa Desamours après plus de 23 ans d'absence. Courage, Lisa !, quatorzième aventure inédite de la série, est publiée à partir du no 3336 (20 mars 2002), Lisa figurant à cette occasion en couverture de l'hebdomadaire. Le récit est cependant interrompu dès le suivant, Bari ayant été victime d'un nouvel infarctus. Durant cette animation, c'est le dessinateur réaliste Alec Severin qui incarne Bari. Quelques autres dessins signés Bari sont publiés dans les années qui suivent.

## Publication

### Albums
Tous les albums, sauf le dernier, sont parus aux Éditions Dupuis.
- 2000 : C'est moi !
- 2000 : On vous écrira !
- 2001 : www.le-boss.com
- 2002 : Merci patron !
- 2003 : Signez ici !
- 2004 : Des sous !
- 2005 : Délocalisons !
- 2007 : Les dérapages du Boss (paru aux éditions Le Coffre à BD[12])

### Revues
La série est publiée pour la première fois en 1997 dans le no 3098 du journal Spirou avec une histoire complète de deux planches intitulée Le boss : de la fiction à la réalité, elle fait aussi la couverture de ce numéro. La série est publiée cette même année, quinze fois sous forme de gag d'une planche. L'année suivante est publiée quarante-deux gags d'une planche et du no 3127 au no 3131 une histoire à suivre d'animation intitulée Y aura-t-il un numéro spécial le 22 avril prochain ?. En 1999, est publiée quarante-sept gags d'une planche, une histoire complète de deux planches et une autre de trois planches. De plus elle fait la couverture du no 3169. L'année suivante est publiée quarante-neuf gag d'une planche, six histoires complètes de deux planches et une autre de cinq planches. Cette même année elle fait la couverture des numéros 3223, 3242 et 3271. En 2001, est publiée quarante-cinq gags d'une planche, quatre histoires complète de deux planches, une autre de quatre planches et fait la couverture du no 3297. L'année suivante est publiée trente-six gags d'une planche, six histoires complètes de deux planches, trois de trois planches, une de cinq planches et fait la couverture du no 3351. En 2003, est publiée quarante-trois gags d'une planche, cinq histoires complètes de deux planches, deux de trois planches et une de cinq planches. De plus elle fait la couverture du no 3416. L'année suivante est publiée trente-huit gags d'une planches, quatre histoires complètes de deux planches, deux de quatre planches, une de sept planches, une de huit planches et fait la couverture du no 3462. En 2005, est publiée vingt-cinq gags d'une planche, cinq histoires complètes de deux planches, cinq de trois planches, deux de quatre planches et fait la couverture du no 3484. L'ultime apparition de la série dans Spirou a lieu dans le no 3524.

#### Ouvrage
- Collectif, Trésors de la bande dessinée : BDM, Villorba, Editions de l'Amateur, octobre 2008, 1295 p. (ISBN 978-2-85917-491-0)

#### Périodique
- Jean-Pierre Fuéri, « Quand le Boss démâte », BoDoï Hors-série Spirou, LZ Publications, no 12,‎ 2004-2005
- Olivier Maltret, « Tin va la cluche à lot... », BoDoï, no 35,‎ novembre 2000, p. 19.